# ペール・シュタインブリュック

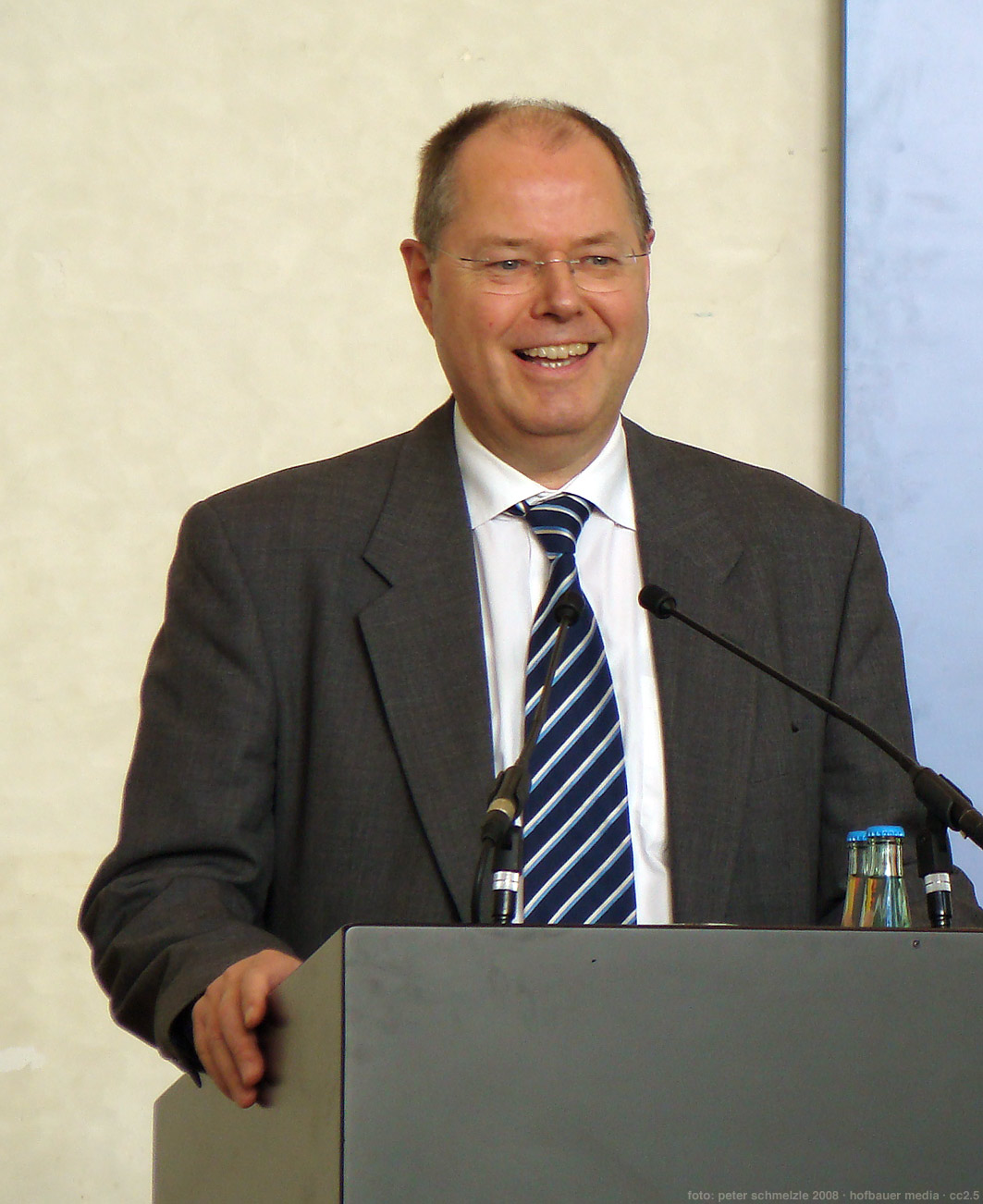
シュタインブリュック（2008年）

ペール・シュタインブリュック（Peer Steinbrück、1947年1月10日 - ）は、ドイツの政治家（ドイツ社会民主党）。ノルトライン＝ヴェストファーレン州首相（2002年 - 2005年）を経て、2005年11月より2009年まで連邦政府アンゲラ・メルケル内閣の財務相を務めた。

## 経歴

### 初期の経歴
ハンブルク生まれ。ハンブルクのギムナジウムに入学するが、成績不良のため退学し、1968年に高等専門学校を卒業した。1969年、ドイツ社会民主党 (SPD) に入党。兵役として任期制軍務に就き、ドイツ連邦軍予備役士官教育を修了し、1970年に予備役少尉となる。同年からキール大学で経済学と社会学を学び、1974年に卒業。同年から連邦建設省に勤務するが、在学中のドイツ赤軍との関係を連邦憲法擁護庁に疑われて解職された。半年ののち無実が判明し、正式に連邦交通省に勤務。1977年、連邦科学研究省で大臣個人補佐官。1978年から1981年まで、連邦首相府および東ベルリン駐在西ドイツ政府利益代表部に勤務。1983年から1985年、SPD連邦議会議員会担当官。1986年まではノルトライン＝ヴェストファーレン州環境・農業・都市計画省に勤務。1986年から1990年までヨハネス・ラウ州首相首席秘書官。

### 州首相

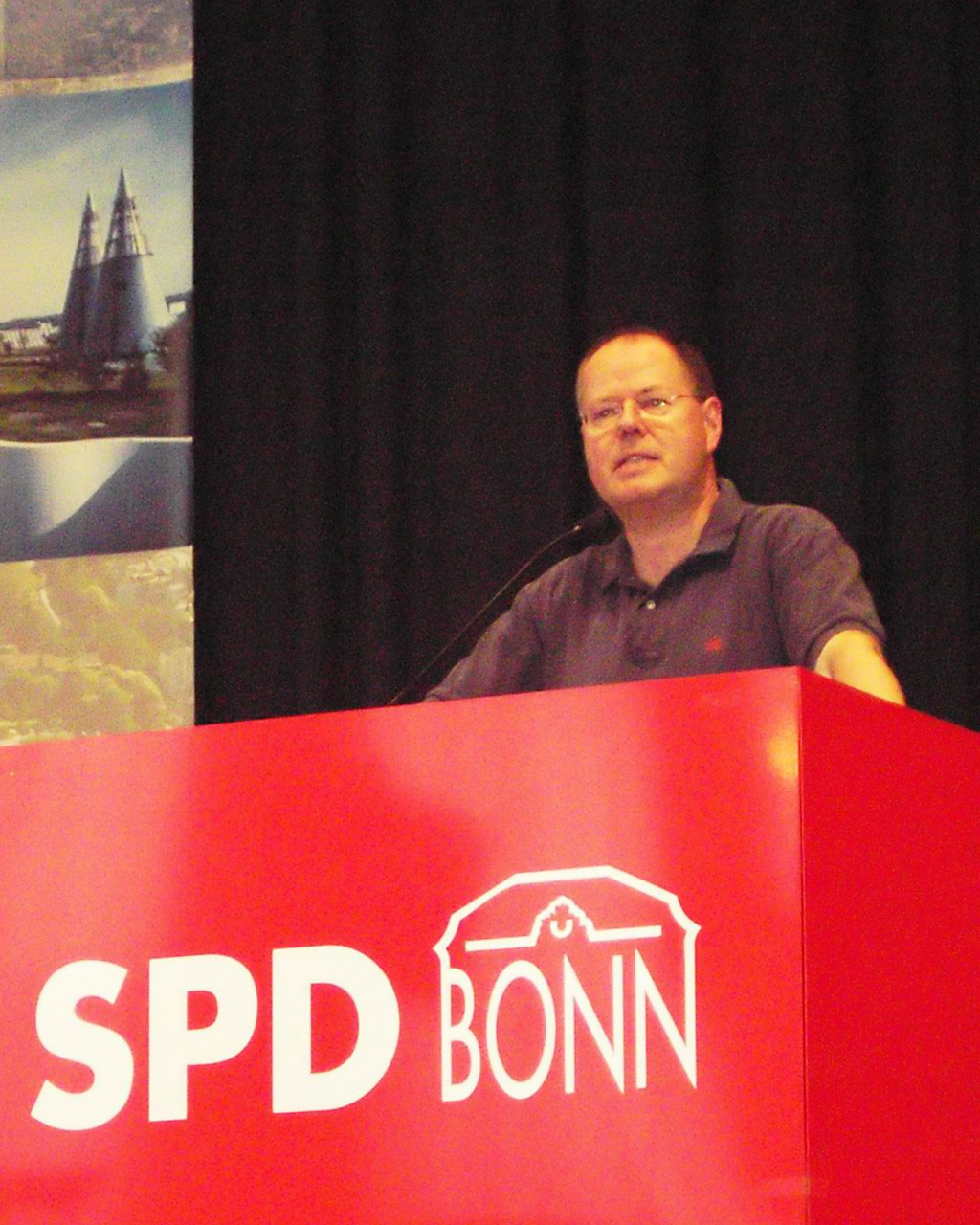
州首相時代のシュタインブリュック

1990年、シュレースヴィヒ＝ホルシュタイン州自然・環境・開発省次官、ついで1993年に同省経済・技術・交通省次官。1993年5月19日、シュレスヴィヒ・ホルシュタイン州経済・技術・交通大臣に就任。1995年、IG Metall（金属産業労働組合。ドイツ最大の産業別労働組合）に加入。1998年、ノルトライン・ヴェストファーレン州に戻り、ヴォルフガング・クレメント州首相の内閣で経済・中小企業・技術・交通大臣に就任。2000年から同内閣で財務大臣。2000年にノルトライン＝ヴェストファーレン州議会議員に当選（2005年まで）。
2002年に第2次ゲアハルト・シュレーダー内閣が成立し、内閣改造でクレメント州首相が連邦政府の労働・経済大臣として転出すると、2002年11月6日に後継の州首相に選出される。在任中は批判の多かった炭鉱業振興法案を成立させ、終日校を拡充した。また州内の大学に部分的授業料制度を導入。予算案が州憲法裁判所に違憲と裁定されたり、財務相時代に正当な理由なく重要会議を欠席したとして減俸処分を受けたことがあった。2005年6月22日、州議会選挙でこの州のSPD史上最低の得票率37.1％に終わり、キリスト教民主同盟（CDU）候補のユルゲン・リュットガースに敗れて州首相を辞任した。SPDの牙城ノルトライン・ヴェストファーレン州が陥落したことに衝撃を受けたシュレーダー連邦首相は、連邦議会選挙を1年前倒し実施して信任を問う決断をした。

### 連邦財務相・首相候補
その2005年9月の連邦議会選挙の結果、シュレーダー政権は退陣、アンゲラ・メルケルのCDUとSPDの大連立内閣が成立。財務相ポストを得たSPDはシュタインブリュックを推薦し、11月22日に就任した。2005年よりSPD連邦代表代行（副党首）。2008年後半の世界的な経済危機の際、ニューズウィーク誌とのインタビューで、イギリス政府の経済対策を公然と批判して注目を集めた。また2009年4月には、タックス・ヘイヴンであるスイス銀行の守秘義務を批判したため、スイス・ドイツ間の外交問題に発展させた。
2009年9月のドイツ連邦議会総選挙にノルトライン＝ヴェストファーレン州から出馬したが、小選挙区ではCDUの候補に敗北し、比例代表で初当選を果たした。この総選挙でのSPDの歴史的大敗を受け、即座に連邦代表代行を辞任し、党務には就かないと表明した。
2012年、2013年秋に行われる連邦議会選挙のSPD首相候補となる。選挙戦の最中、自身の失言などもあって社民党の支持が伸び悩む中、南ドイツ新聞とのインタビューでは中指を立てたポーズの写真を公開した。この選挙でSPDは伸び悩み、再びCDUとの大連立をすることになった。シュタインブリュックは入閣を辞退し、党指導部職からの引退を表明した。
2016年9月30日、任期途中にして連邦議会議員を辞職した。その理由として、翌年に控えた2017年ドイツ連邦議会選挙に対する自党の及び腰な姿勢が「もはや救いようがない」こと、また前年に死去したヘルムート・シュミットを顕彰する財団の設立が完了し、「個人的な義務を果たすことが出来た」ことを挙げた。退任後は銀行の相談役に就任したが、政治家の経済界への転身は他党から批判を受けた。2017年7月からは漫才コンビの一人として活動を始めた。

## 人物
18歳のときにドイツ福音主義教会から離脱したが、2005年に復帰している。博士号をもつ元生物学教師の妻との間に三子がある。家族はボンに在住。2007年4月13日にワシントンD.C.で開かれた先進7か国財務相・中央銀行総裁会議(G7)に出席するはずであったが、ナミビアへの家族旅行の約束を優先させるとしてこれを欠席し、ドイツ国内で批判を浴びた。同会議には財務省のトーマス・ミロウ次官が代理で出席した。
チェスを趣味としている。2005年、当時の世界王者ウラジーミル・クラムニクとボンで公開対戦し、37手で敗れた。財務相在任中の2006年、大企業にチェス大会開催のための資金100万ユーロの寄付を呼びかけ、大臣の職務規程に外れていると批判されたこともある。シュタインブリュック自身は、この行為は大臣職の名誉を傷つけるものではなく、チェスの世界選手権を80年ぶりにドイツに誘致したかったためだと述べている。
2012年4月、シュタインブリュックの政治活動以外での副収入（講演の謝礼、企業監査役の報酬）が2009年から2012年の3年間で少なくとも50万ユーロにのぼり、全国会議員の中で最多であることが報じられた。10月には自身が指名した会計士の調査を元に、同3年間の副収入が125万ユーロであったことを明かし、今後は講演の謝礼は受け取らないと宣言した。しかしその後もこの調査では明らかにされていなかった副収入の存在が報じられている。2012年12月には「連邦首相や大臣、国会議員の報酬は、その業務や責任が軽い他の仕事に比べて低すぎる」と発言し、同党の政治家からも批判を受けた。
率直な物言いを身上としているが、そのために失言とされることも多い。2013年、タウンミーティングで2013年イタリア総選挙について触れた際、同選挙に出馬したコメディアン出身のベッペ・グリーリョを「職業的なピエロ」、同国のシルヴィオ・ベルルスコーニ元首相を「男性ホルモンのとりわけ多いピエロ」と表現した。この発言を受けて同国のジョルジョ・ナポリターノ大統領は予定されていたシュタインブリュックとの会見を中止した。社民党内からもシュタインブリュックの外交感覚のなさやイタリア国民への敬意の欠如が批判された。